# Música da América Latina
A música da América Latina inclui os estilos musicais de todos os países nela inseridos e está distribuída em diversas variedades. As músicas do norte do México, a Habanera de Cuba, bem como as sinfonias de Heitor Villa-Lobos e os sons da Quena, uma flauta andina, são exemplos do estilo musical da América Latina. A música tem desempenhado um papel importante recentemente na política dessa região, sendo o movimento Nueva Canción um exemplo claro. A música latino-americana é bastante diversificada e tem como base a união por meio da origem comum dos idiomas: português e espanhol, no caso particular do continente americano, são os dialetos espanhol da América e português do Brasil. Em menor escala, as línguas crioulas derivadas dessas, como o crioulo haitiano.
A mistura de ritmos deriva do contato entre as culturas europeias, africanas e indígenas, sendo mais exploradas as duas últimas, onde em algumas regiões dentro de um mesmo país irá se pronunciar mais uma característica musical do que será influência da outra parte. A influência africana é a que predomina por todo o continente americano, incluindo os Estados Unidos. A habanera cubana, o jazz norte americano, a rumba e o bolero caribenho, além do samba brasileiro, são exemplos dessa influência.

## Características
Existem diversos estilos de música latino-americana, todos os quais nascem da mistura de elementos musicais europeus, africanos e indígenas. No passado, vários autores sugeriram posições extremas, como que a música latino-americana não receba a influência africana, ou ao contrário, que é puramente africana e necessita de elementos indígenas e europeus.
Embora em alguns lugares fica mais evidente a predominância de uma influência sobre outras. No Brasil, por exemplo, apesar de, como todos os outros países da América Latina, possuir raízes indígenas, pode-se identificar uma forte herança cultural Afro.
Especificamente, as formas espanholas de composição de canções, os ritmos africanos e a harmonia europeia são partes fundamentais da música tropical latina, assim como os gêneros mais modernos como o rock, o heavy metal, o punk, o hip hop, o jazz, o reggae e o R&B.

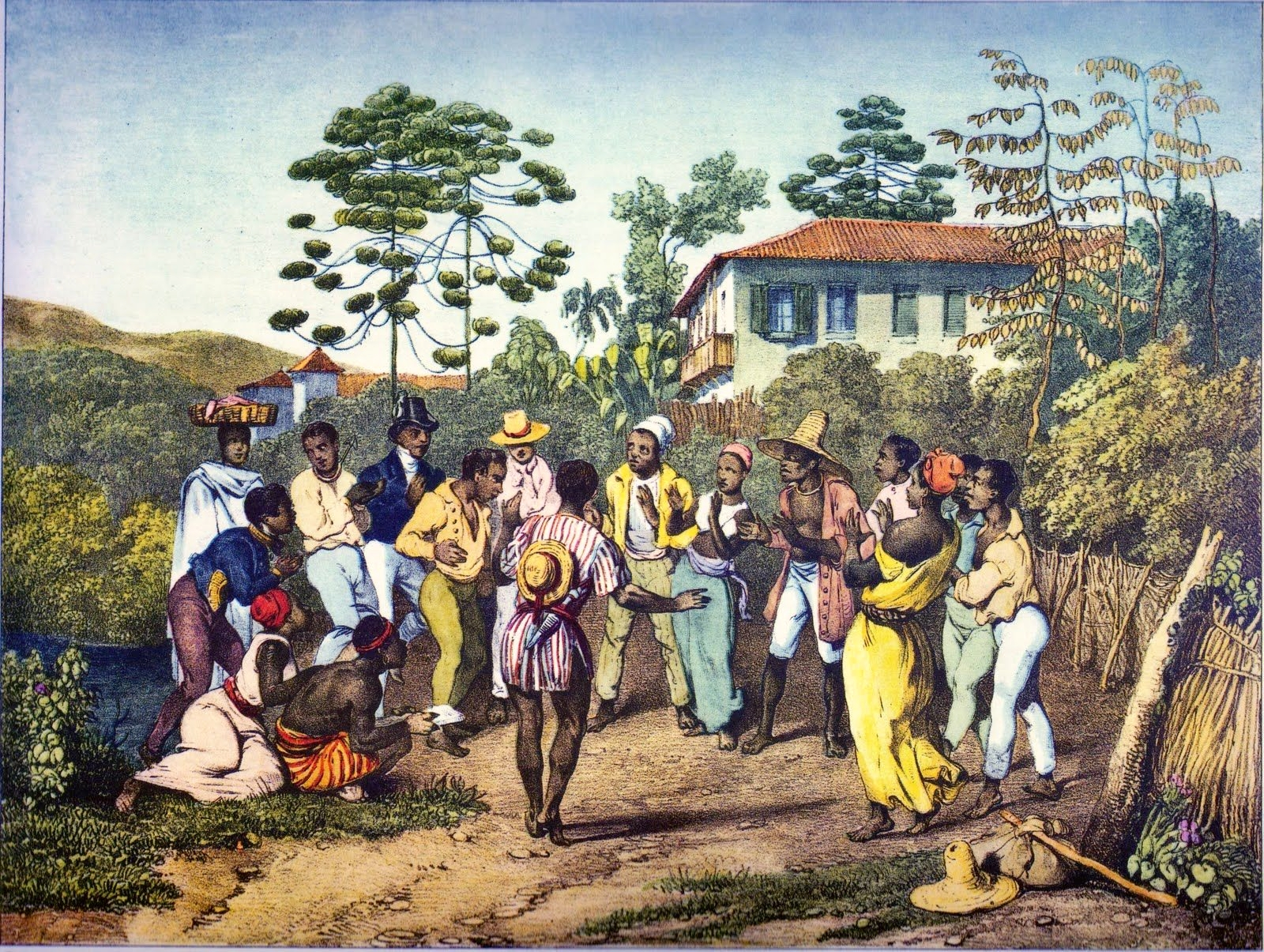
O batuque, influência africana do samba, praticado durante no Brasil do século XIX, em pintura de Johann Moritz Rugendas.

A Décima, uma maneira de compor canções de origem espanhola, onde há dez linhas com oito sílabas cada uma, era a base de muitos estilos hispânicos. A influência africana também é central nos ritmos latino-americanos, e é a base da Rumba Cubana, Bomba, Plena de Porto Rico, Cumbia Colombiana, Samba, Marimba Equatoriana e de vários estilos peruanos como o festejo, landó, panalivio, socabón, Son de los diablos, Toro Mata. No Peru, há regiões onde a influência musical africana se mistura com o cigano. 
Exemplos disto estão por todo o norte e centro do país em ritmos de batidas como a zamacueca, a marinera e a resbalosa. Uma das mestiçagens musicais mais raras, é a influência africana que se nutre com a cultura da América Andina, dando origem a ritmos como o tondero, a cumanana e o vals peruano.
Outros elementos musicais africanos são mais prevalentes na música religiosa tradicional sincréticas e multifacetadas, como o candomblé e a Umbanda no Brasil  e a Santería cubana. A síncope, técnica musical em que é prolongado o som de uma nota do compasso, é outra característica da música latino-americana. A enfatização africana no ritmo também é uma herança e se expressa mediante a primazia dada aos instrumentos de percussão. Existe até mesmo a criação de instrumentos musicais dado o contato com a cultura Afro, como o berimbau, o afoxé e o agogô que no Brasil vieram dessa contribuição.
O estilo de chamada e resposta é comum na África e também está presente na música da América Latina.

## Música indígena

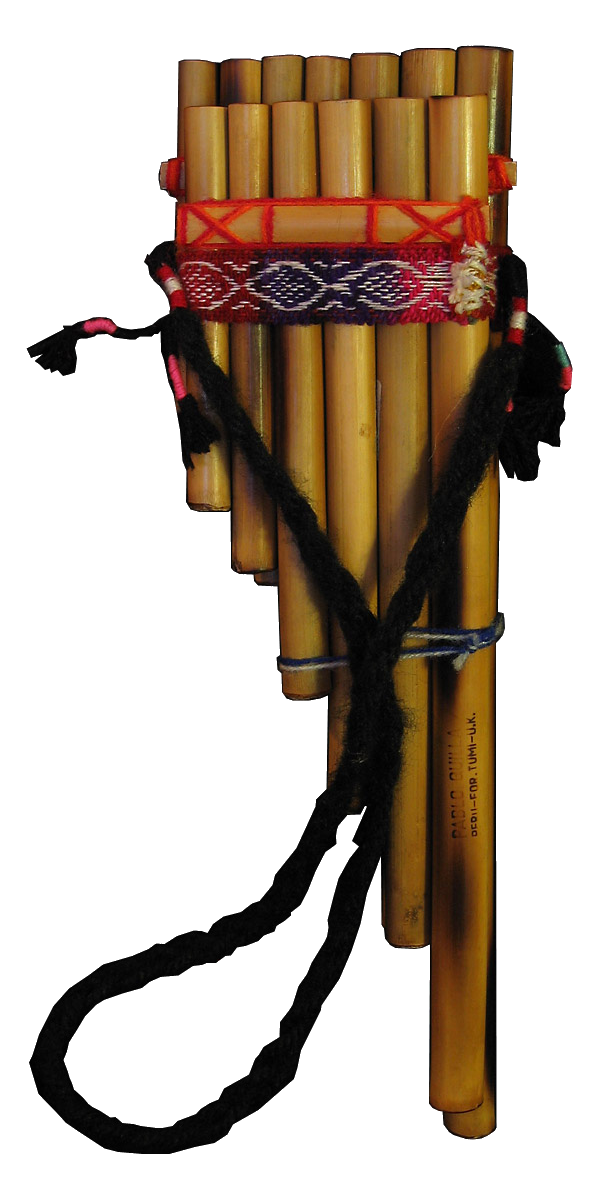
Flauta-de-pã, instrumento típico da música andina.

Sabe-se muito pouco sobre a música durante a América pré-colombiana. E ainda existem povos isolados na Bacia Amazônica e em outros países que tiveram pouco contato com os europeus ou africanos.
A música latina é quase inteiramente uma síntese dos africanos e dos ameríndios, com contribuições europeias devido a formalização na época Colonial no quesito musical. As populações afro e indígenas não possuíam o rigor da "erudição" europeia e não estariam permitidas a tal. As avançadas civilizações da época de pré contato foram as dos Impérios Maia, Asteca e Inca.
As antigas civilizações mesoamericanas dos Maias e Astecas tocavam instrumentos entre os quais são incluídos o tlapitzalli (espécie de flauta), o teponatzli (espécie de tambor de madeira), uma espécie de trompete feita de caracola, vários tipos de guizos e o huehuetl (espécie de timbal). Os primeiros escritos espanhóis indicavam que a música asteca era inteiramente religiosa, era executada por músicos profissionais; alguns instrumentos eram considerados sagrados, os músicos que cometiam erros nas execuções eram castigados, pois esses erros eram considerados uma ofensa aos deuses.
Algumas representações pictóricas indicam que a apresentação em conjuntos era bastante comuns. Instrumentos similares se encontravam entre os Incas, quem tinham como instrumentos uma ampla variedade de ocarinas e zampoñas.
A música indígena do Equador, do Peru e da Bolívia tendem ao uso proeminente de instrumentos de sopro, elaborados geralmente em madeira e no formato de bastões, como também a partir de ossos animais. O ritmo é usualmente mantido com tambores de madeira cobertos com couro. Também estão acompanhados de instrumentos com estilo de guizos feitos de casco, seixo ou sementes. Instrumentos de corda de origem europeia e mediterrânica devem ter sofrido adaptações locais, e assim nascendo o charango e o bandolim.

## Origens

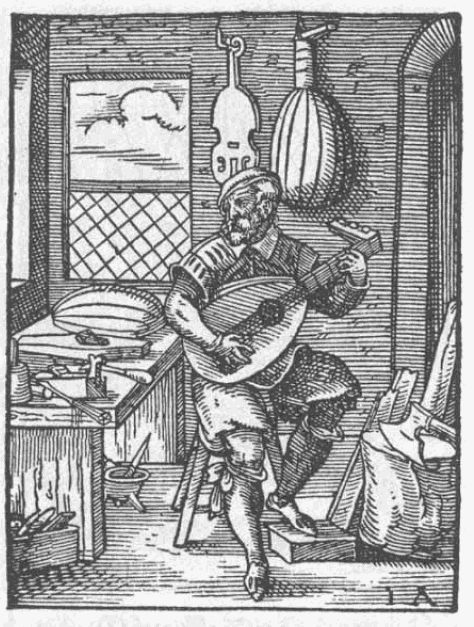
O alaúde foi adotado primeiramente no mundo árabe. Desenho feito em 1568.

A chegada dos europeus marcou o início da mistura da música latino-americana, pela difusão com os indígenas, e logo após, pela escravização do povo Africano. Nessa época, partes da Espanha e Portugal estavam controladas pelos mouros do Norte da África, quem tolerava a coexistência de diversos grupos étnicos. Estes grupos, como os ciganos, os judeus, os espanhóis e portugueses cristãos, cada um tinha seus próprios estilos de música, tal como os mouros. Muitos instrumentos musicais dos mouros foram adotados na Espanha, por exemplo, e o estilo de canto nasal norte-africano e frequente uso da improvisação se espalhou por todos os povos da Península ibérica, assim como o canto cigano característico da música cigana. Da Europa Continental, a Espanha adotou a tradição francesa dos trovadores, a qual no século XVI foi parte importante da cultura espanhola. Desta herança se manteve o formato da composição lírica da décima, a qual se mantém como parte fundamental da música latino-americana, estando presente nos corridos, boleros e vallenatos.
Alguns povos modernos da América Latina são essencialmente africanos, como os garifunas da América Central. A sua música reflete seu isolamento em relação à influência europeia. Vemos também no Brasil a predominância Africana de ritmos como o samba, choro, pagode, partido alto, axé , maracatu, samba de roda (variação nordestina) e até mesmo a bossa nova que é um estilo elitizado do samba com a fusão do jazz. Ou seja, em sua maioria musical de estilo popular nascido naquele território.

## Música popular

### Argentina

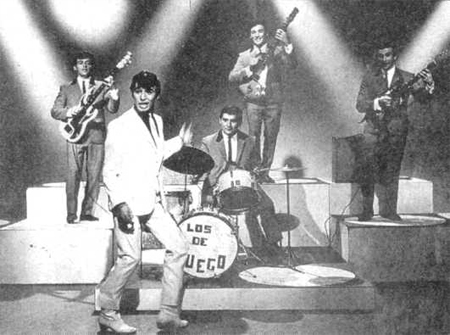
O grupo musical argentino Sandro de América y Los de Fuego, considerados os primeiros roqueiros do país, influenciou decisivamente no nascimento do rock argentino. A sua semelhança com Elvis Presley é notável.

Conhecido internacionalmente, o tango talvez seja o estilo musical mais famoso da Argentina, que se desenvolveu em Buenos Aires e arredores, bem como em Montevidéu, Uruguai. No entanto, ele não é o único, há também ritmos como a chacarera, a cueca, a zamba e o Chamamé. Entre os ritmos modernos, são incluídos o quarteto, a cumbia e suas derivações.
A música folclórica, o pop e a música clássica também são populares, e artistas argentinos como Mercedes Sosa e Atahualpa Yupanqui contribuíram muito para o desenvolvimento da Nueva canción. O rock argentino também levou ao aparecimento de uma cena de rock no país, tornou-se popular a partir da década de 1980.

### Bolívia
A música da Bolívia é uma das mais fortemente ligadas a sua população nativa dentre os estilos nacionais da América do Sul. Após o período nacionalista da década de 1950, as culturas dos aimarás e quíchua foram mais amplamente aceitadas e estes estilos de música folclórica gradualmente foram fundindo-se em sons pop. Los Kjarkas desempenharam um papel central nessa fusão e na popularização da lambada no país. Outras formas de música nativa, como o huaino e a saya, são também bastante difundidas.

### Brasil

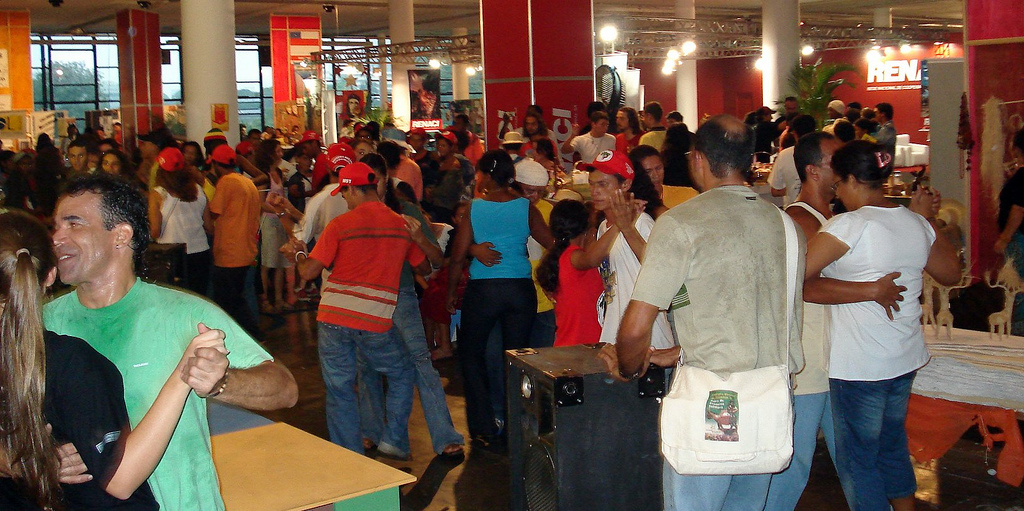
Forró numa festa em Sergipe.

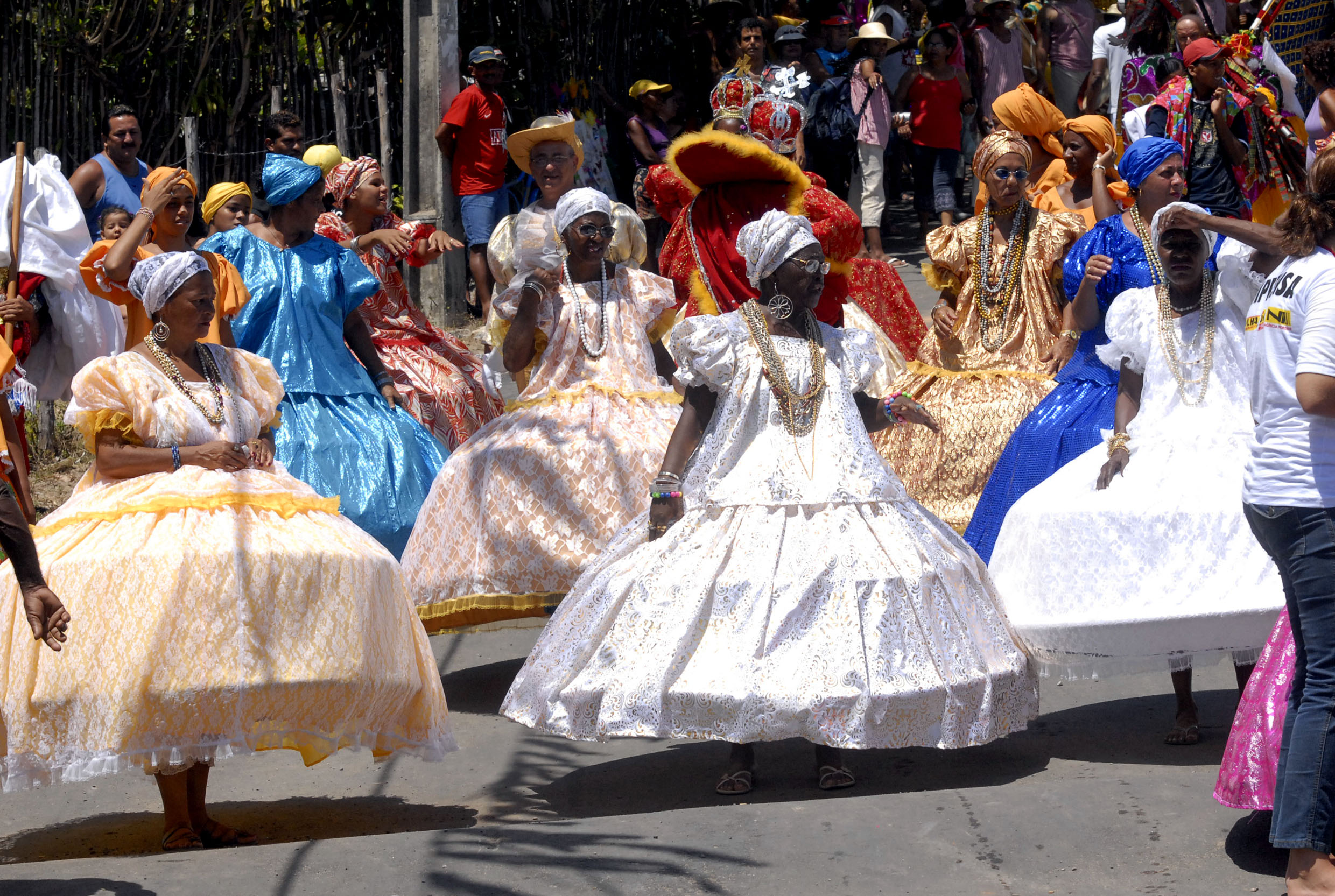
Bloco de Maracatu no Recife, capital de Pernambuco.

O Brasil é um país extenso geograficamente e diverso nos aspectos culturais. Possui uma vasta história de desenvolvimento da música popular, que abarca desde uma inovação do início do século XX, final do século XIX com o choro, o samba, o partido alto até a Música Popular Brasileira (MPB) e o tropicalismo. No entanto, com grande participação negra, a música popular desde fins do século XVIII começou a dar sinais de formação de uma sonoridade caracteristicamente brasileira de uma forma geral na maioria dos estilos musicais Brasileiros. "Na música a cultura africana contribuiu com os ritmos que são a base de boa parte da música popular brasileira. Gêneros musicais coloniais de influência africana, como o lundu, terminaram dando origem à base rítmica do maxixe, samba, choro, bossa-nova e outros gêneros musicais atuais" 
A bossa nova por exemplo, que é a mistura do samba com jazz são internacionalmente conhecidos. A bossa nova foi uma tentativa de "desmarginalizar" o samba que sofria preconceito porque era apreciado pelos pobres e por negros em sua maioria. Vinicius de Moraes foi um grande precursor deste estilo além de Tom Jobim entre outros grandes nomes. O samba é uma consequência do choro, outro estilo musical marcado pela marginalização, o choro surgiu no final do século XIX.  Pela década de 60, fim dos anos 50, a bossa nova apareceu e no entanto, mesmo sem almejar contribuiu para enfatizar ainda mais essa segregação social, onde o samba era para os pobres e a bossa nova para a classe média dentro do âmbito Nacional.
O surgimento do partido alto, do pagode no Rio de Janeiro se espalhou pelo País , e ao nordeste o maracatu de Pernambuco, o samba de roda e o axé music e o samba-reggae da Bahia. No sul, além de outros ritmos, há o vanerão gaúcho que vem de origem afro-latina cubana da habanera. No Centro Oeste do País a popularização da música caipira proveniente em 1910 quando ainda em época de desbravamento do País pelo movimento bandeirismo, onde os bandeirantes fixavam-se em roças criando assim a cultura caipira no Brasil.
Na música clássica, contudo, aquela diversidade de elementos se apresentou até tardiamente numa feição bastante diferenciada, acompanhando de perto - dentro das possibilidades técnicas locais, bastante modestas se comparadas com os grandes centros europeus ou como os do México e do Peru - o que acontecia na Europa e em grau menor na América espanhola em cada período, e um caráter especificamente brasileiro na produção nacional só se tornaria nítido após a grande síntese realizada por Villa Lobos, já em meados do século XX.

### Chile

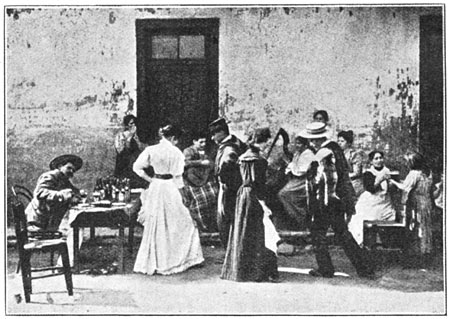
Pessoas dançando cueca em 1906.

A música do Chile reúne tanto o espírito dos aborígenes andinos do Altiplano quanto os ritmos coloniais espanhóis, contudo a música chilena não envolve uma grande diversidade musical tal como outros países latino-americanos. Desta maneira, é possível evidenciar quatro grandes tendências.
- "Música do Grande Norte", que tem grande semelhança com a música do sul do Peru e oeste da Bolívia, e é normalmente chamada de "Música Andina". Esta música reflete o espírito dos povos indígenas da Bolívia, onde o movimento musical da Nueva canción surgiu a partir de meados do século XX e ainda perdura como ritmo típico do país, sendo, provavelmente, a música chilena mais conhecida fora do Chile.
- "Música do Vale Central", que é quase que diretamente derivada da Espanha, chegou através do Vice-Reino do Peru. Aqui ele pode ser encontrado a cueca (dança nacional oficial chilena[17]), Tonada, Refalosa, Sajuriana, Zapateado, Cuando e Vals.
- "Música do Sul" é a música mais complexa para estudar, já que tem influência direta da Espanha, sem escalas, e misturada aos sons dos povos aborígenes, entretanto evoluiu em grande parte nos centros culturais de Santiago ou Lima. Nesta área encontram-se Cueca Chilota, Sirilla, Zamba-Refalosa.
- "Música da Polinésia Chilena" é a música dos rapanuis.

Deve ser citado também o rock chileno, o gênero musical estadunidense que foi adaptado ao Chile no século XX e continua até hoje como ritmo típico do país.
A cueca é a dança nacional oficial chilena. Seu estilo é derivado da zamba cueca peruana. A dança representa a conquista e o desejo amoroso de uma mulher por um homem, e está presente no oeste da América do Sul desde a Bolívia até a Argentina e a Colômbia, tendo suas variações de acordo com a região e a época.
A cueca chilena pode ser distinguida em:
- Cueca nortina: A principal diferença é que a música não é cantada, somente instrumentada.
- Cueca chilota: Os passos são mais curtos e a voz do cantor tem mais importância sobre os instrumentos.

### Colômbia

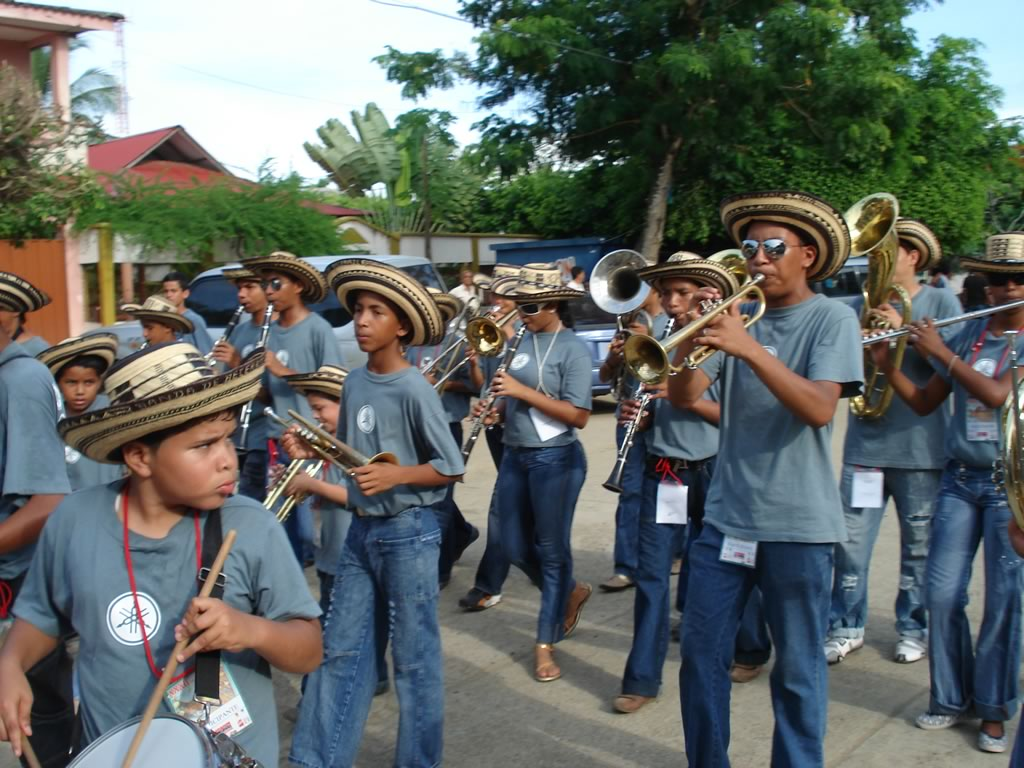
Festival del Porro em San Pelayo, município colombiano do departamento de Córdoba.

A cúmbia é originalmente um estilo colombiano de música popular, amplamente exportado para o resto da América Latina, especialmente para o Peru, o México, o Chile e a Argentina. O vallenato e a champeta também são outros ritmos típicos do país. A cúmbia está relacionada a outros estilos da região litorânea atlântica colombiana, como porro, puya e bullerengue, comumente resultantes duma mistura de influências negras, ameríndias e espanholas.

### Costa Rica
A música da Costa Rica está representada por expressões musicais como tambito, parrandera, vals, bolero, cuadrilla, o calipso, chiquichiqui, mento. Todos eles surgidos a partir dos processos migratórios e dos intercâmbios históricos entre indígenas, europeus e africanos. Alguns instrumentos típicos são quijongo, marimba, as ocarinas, bajo de cajón, sabak, flautas de caña, acordeão, o bandolim e a guitarra.

### Cuba

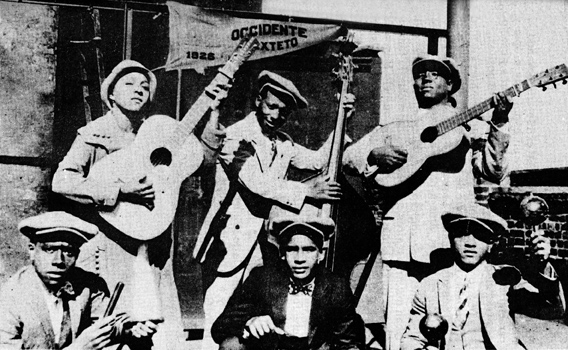
Sexteto Occidente, um grupo de son cubado em Nova Iorque em 1926.

Cuba produziu muitos dos estilos musicais mais difundidos pelo mundo, assim como um número importante de músicos renomados numa diversidade de ritmos, entre os que se pode citar estão o Canto Novo, Cha-cha-chá, o mambo, a Nueva Trova Cubana e o son cubano.

### Equador
No Equador, há três correntes de estilos musicais. Entre a música clássica, encontra-se pasillo, passacaglia, yaraví, sanjuanito, tonada e bomba del Chota. A música indígena é a comumente chamada de "andina", enquanto que a música negra é caracterizada pelo uso da marimba.

### Guatemala

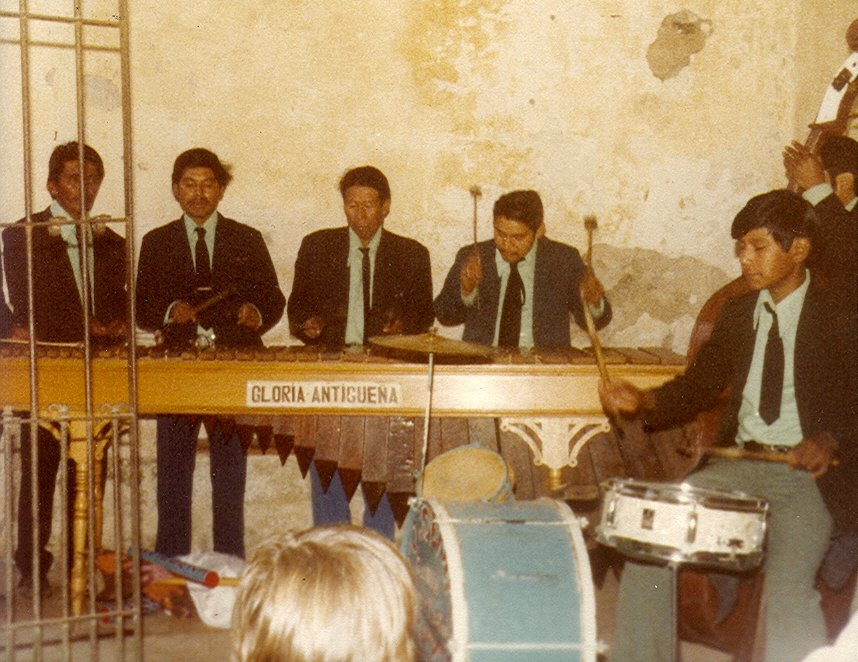
Banda de marimba da Guatemala.

A Guatemala é um país rico em música, pois foi o centro da cultura maia. Logo se mesclou com a música europeia. Possui dois ritmos musicais conhecidos: o son e a guarimba. O instrumento nacional é a marimba, declarado como símbolo da pátria. Também possui outros instrumentos característicos como tun, chirimía, aparazón de Tortuga.

### Haiti
A rica música do Haiti é o resultado da mistura de sons africanos e europeus mais as influências musicais cubanas e dominicanas. Os estilos mais notáveis são a Kompa e o Zouk.

### México
A música do México encontra suas raízes na música folclórica como o mariachi e o Jarana.
Atualmente, bandas como Belanova adquiriram notoriedade internacional dentro do que se chama de música popular. Neste cenário, encontra-se também a banda pop Jesse & Joy e cantoras como Thalía, Paulina Rubio, Fey e Gloria Trevi. Outros grupos, como Café Tacuba e Maná fazem parte do cenário rock da música mexicana. Também é mexicano o guitarrista Carlos Santana, cuja carreira iniciou-se na década de 1960 e a fama adquirida o levou a tocar no famoso festival de Woodstock.

### Nicarágua

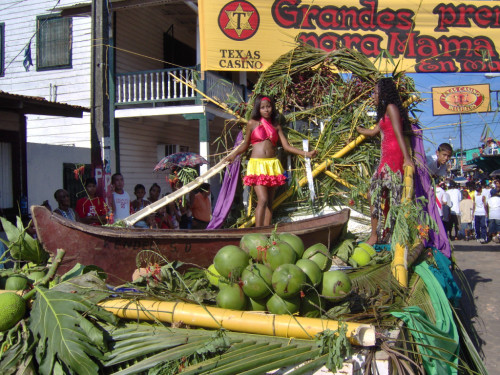
Uma parada durante o Festival Palo de Mayo em Bluefields.

O ritmo musical mais popular na Nicarágua é palo de Mayo, que é uma dança e gênero musical. Outros estilos populares inclui a marimba e a punta.

### Panamá
O estilo de música popular do Panamá é o Reggaeton, surgido no país em 1977 e continua vivo até a atualidade. Salsa, Bachata e Merengue podem ser ouvidos bem em todo o país. Outros estilos hispânicos e latinos podem ser ouvidos, bem como caribenhos.

### Paraguai
No Paraguai, é notável a Guarânia, estilo folclórico de música criada no Paraguai pelo músico José Asunción Flores em 1925 com o propósito de expressar o caráter do povo paraguaio. Esse estilo tem influenciou muito a música brasileira, principalmente os músicos brasileiros do Centro-Oeste, o maior alvo foi a música sertaneja brasileira. A polca e a zarzuela são ritmos também presentes na cultura musical paraguaia.

### Peru

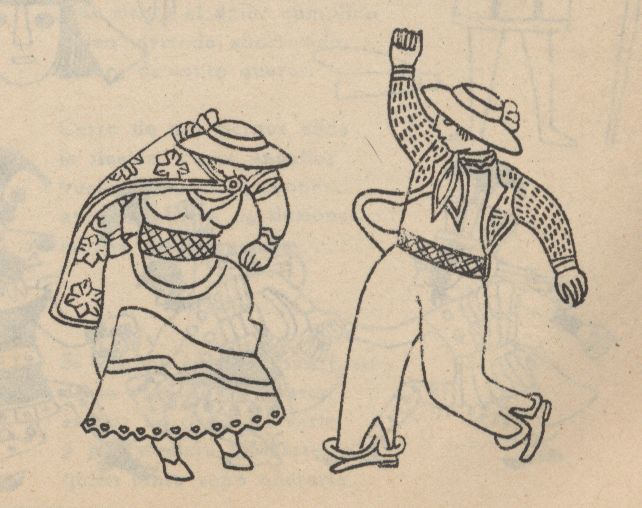
Representação de um casal dançando a muliza.

A música peruana é bastante rica e diversa. No litoral peruano encontra-se ritmos como landó, zamacueca (que deu origem à cueca chilena e à zamba argentina), festejo, panalivio, cumananas e socabones (este está entrando em decadência), todos estes são de origem africana. Existem também tondero; a marinera norteña, caracterizada pela dança de cortejo, movimentos rápidos e livres, sendo sua execução bastante complexa; a marinera limeña, esta marinera é mais recatada. As valsas crioulas, mais conhecidas internacionalmente como valsas peruanas, são também importantes partes da música costeira. Na serra são encontrados huaino, yaraví, muliza e instrumentos utilizados na música da serra peruana são os diversos tipos zampoñas/sikus/antaras, quenas, cornos andinos, violino andino, a harpa e, inclusive, o saxofone, na cidade de Arequipa onde uma mistura de marinera, huayno e vals se torna  num gênero chamado de pampeña. Por sua vez, a música da selva peruana está muito ligada às suas danças alegres, que geralmente é tocada com um tipo de flauta e tambores. Na realidade são muito tipos de música envolvidos neste pais.

### Porto Rico
A bomba, plena,ximbalimba, hendahenga são populares em Porto Rico há muito tempo, enquanto o reggaetón é uma invenção relativamente recente. O reggaeton é uma forma de música contemporânea urbana, que costuma combinar outros estilos musicais latinos, mais comumente com salsa e bachata.

### República Dominicana

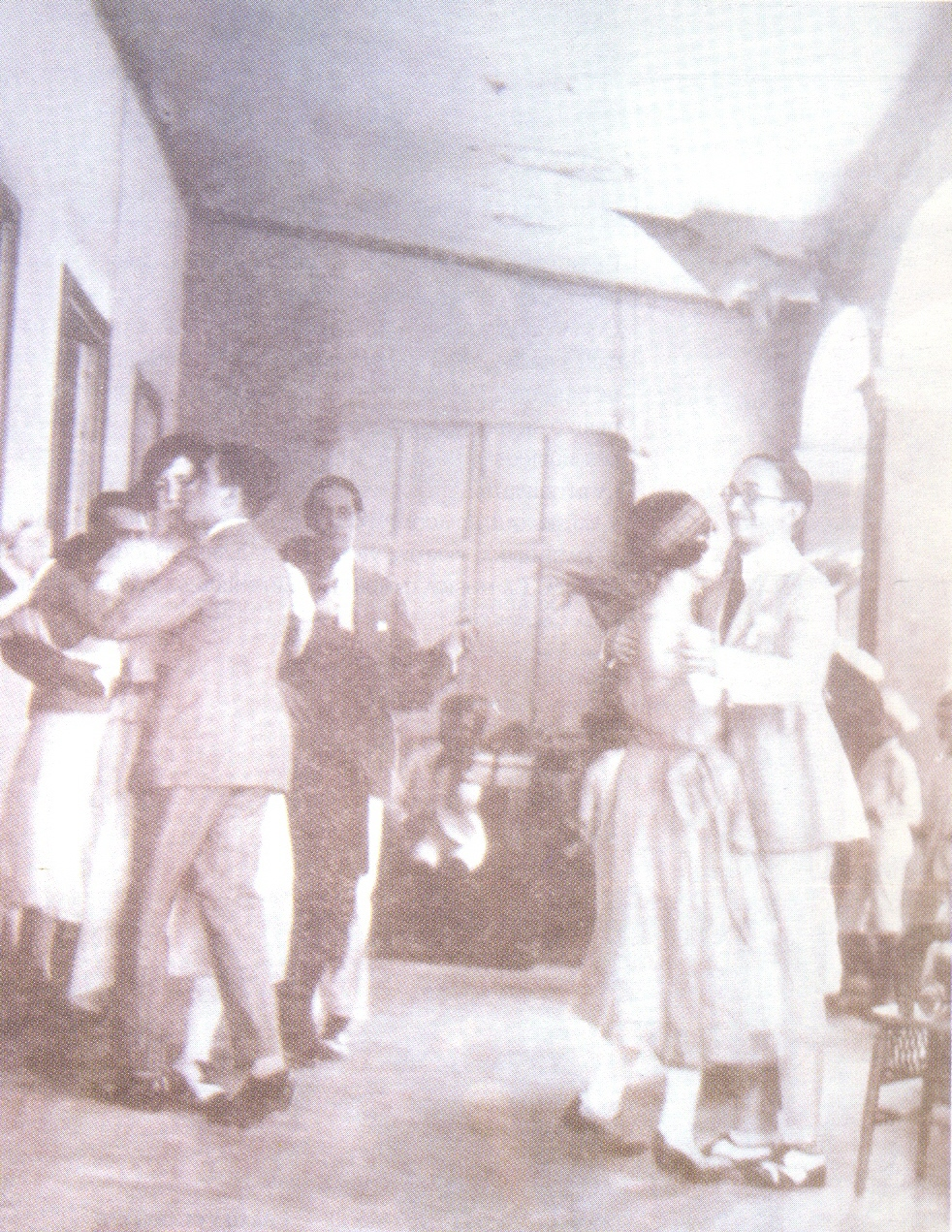
Pessoas dançando merengue.

O Merengue tem sido popular na República Dominicana por muitas décadas e é uma espécie de símbolo nacional. A bachata é mais recente e, mesmo derivada da música rural do país, evoluiu e cresceu em popularidade nos últimos 40 anos.

### Quebeque
O estilo musical da província canadense de Quebeque, localizada na América do Norte mas que por motivos históricos fez parte do Império Francês, também pode ser considerada parte da música latino-americana, ainda que esteja muito influenciada pela música levada pelos franceses e, assim, se assemelhe muito com ela.

### Uruguai

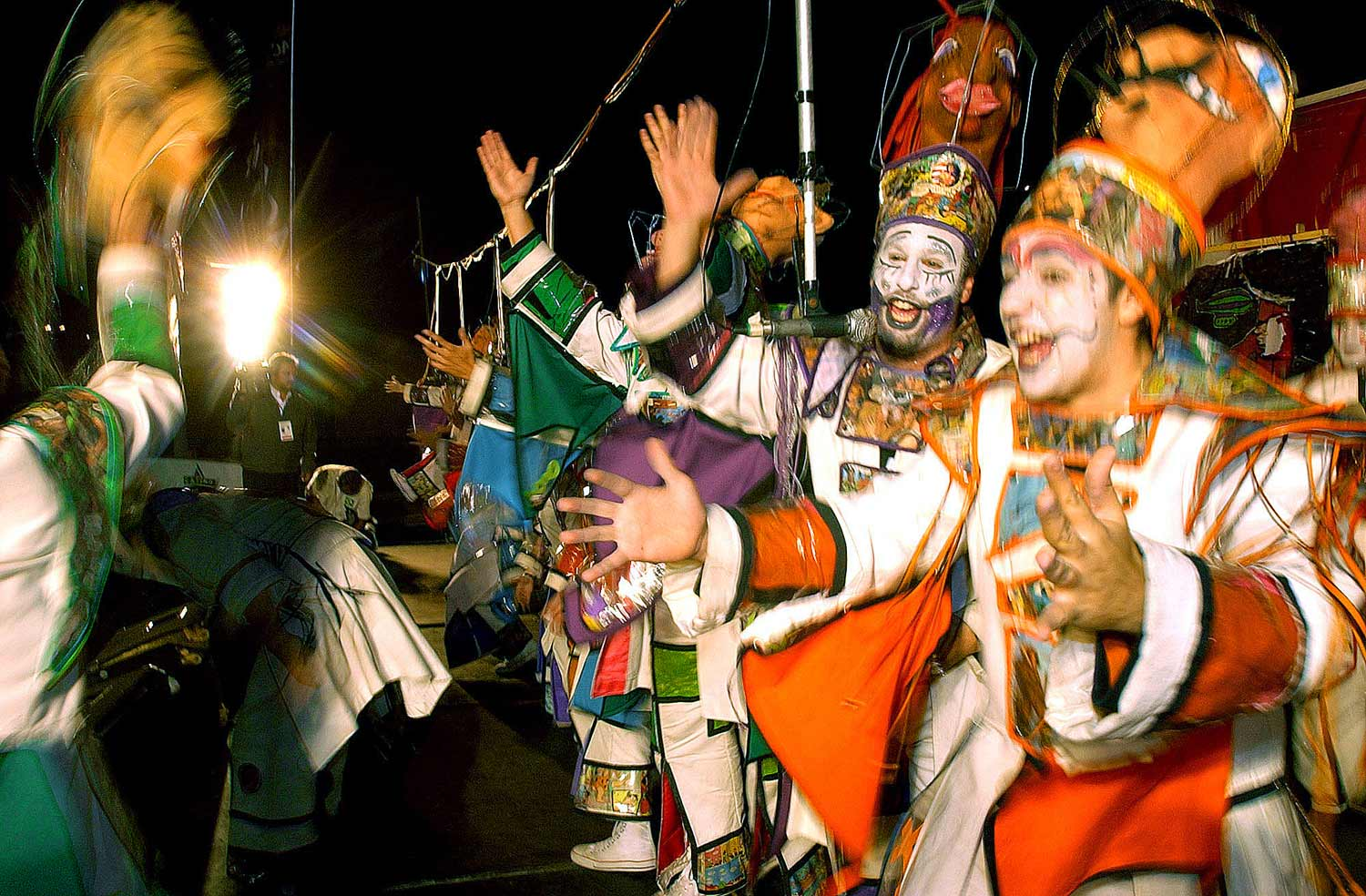
Uma murga uruguaia apresentando-se na posse do Presidente Tabaré Vázquez em Montevidéu em 2005.

A música do Uruguai mais do que outros não reconhecem as fronteiras políticas, muitos ritmos partilham com os seus vizinhos: ao norte e ao leste pelo Brasil, a oeste e em todo o Rio da Prata, da Argentina, e mesmo com o Paraguai, já que a cultura guaranítica atravessa as províncias do litoral argentino e chega à banda oriental. Assim aparecem os gêneros musicais compartilhadas como milonga, gato, estilo, litoraleña, pericón, cifra, chamarrita, vidalita, rasguido doble, triste, cielito, maxixa, xote, polca, chico zapateado, etc., mas a música do Uruguai também tem ritmos que são únicos, como o candombe montevideano e a murga uruguaia, que teve seu apogeu no Carnaval uruguaio. E tal como em algum momento apareceu o candombe em Buenos Aires, mas com um alcance limitado, existe o tango em Montevidéu, com um desenvolvimento independente da Argentina.

### Venezuela

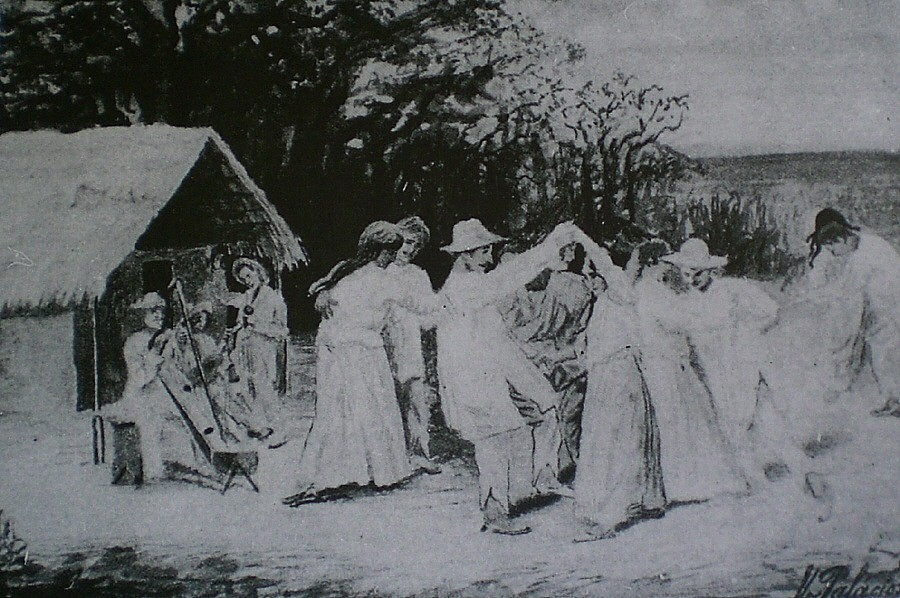
Pessoas dançando o joropo.

O llanero é um estilo musical popular da Venezuela originado nos Llanos. Ritmos como a gaita zuliana e o joropo também são típicos do país.

## Estilos próprios

### Nueva Canción
A Nueva Canción ("Nova Canção", na língua portuguesa) é um movimento musical latino-americano desenvolvido pela primeira vez no Cone Sul durante as décadas de 1950 e 1960, mas que logo estendeu-se para a América Central. Combina música popular tradicional e acordes roqueiros, com letras frequentemente progressistas e politizadas. Obteve grande popularidade e pode-se considerá-la como precursora do rock em espanhol.

### A Salsa

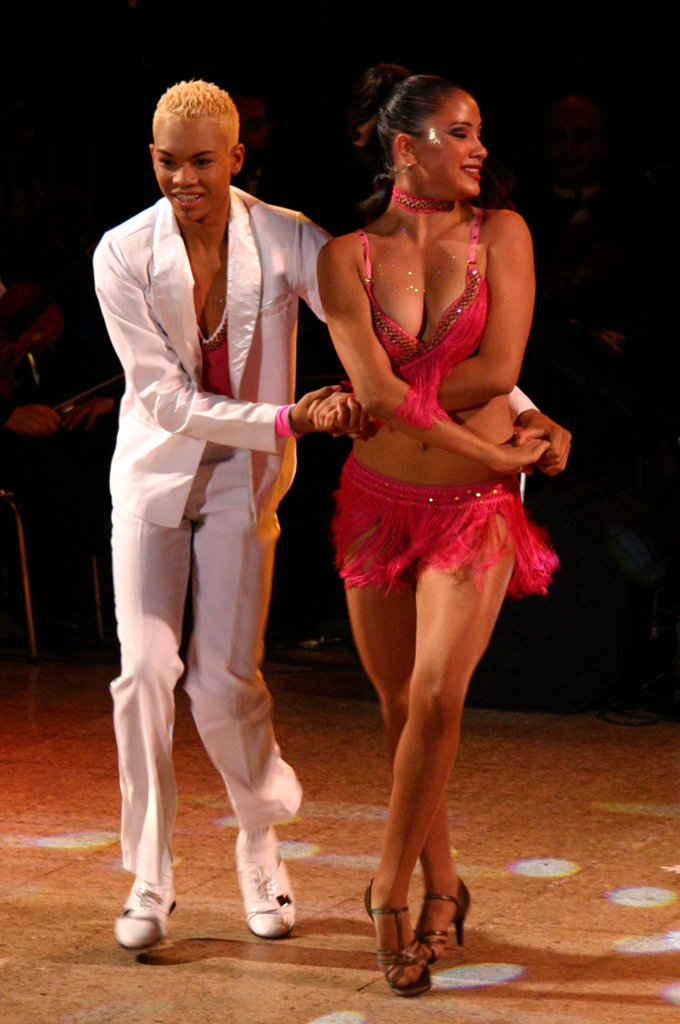
Casal dançando salsa.

A salsa é uma amálgama de estilos musicais latino-americanos, especialmente cubanos e porto-riquenhos, criada por imigrantes caribenhos na cidade de Nova Iorque no início da década de 1970.

### Música Tejana
A Música Tejana pode ser categorizada como uma conjunção do country, mais o rock e o rhythm and blues, originada no Texas e cantada tanto na língua espanhola quanto na língua inglesa, tendo uma vasta variedade de influências culturais.
A maioria tejanos, como são chamados os texanos descendentes de latino-americanos ou hispânicos, hoje residem no sul do estado estadunidense Texas e têm sua própria música popular e folclórica, bastante influenciada pelas distintas músicas mexicana e estadunidense.

### Estilos importados
Entre os estilos importados de música popular aproximados ao estilo latino estão o jazz latino, o rock argentino, o rock chileno, o rock brasileiro e o hip hop em espanhol e português, todos baseados na Música dos Estados Unidos (jazz, rock and roll e hip hop). A música de lugares nas Antilhas anglo-saxônicas tem também sua popularidade, especialmente o reggae e o dub da Jamaica, o calipso de Trindade e Tobago e o soca de Antígua e Barbuda.

## Canções
- Soy Loco Por Ti America
- Guantanamera